# Yves Zurstrassen
Yves Zurstrassen, (4 avril 1956,Liège) est un peintre autodidacte qui vit et travaille à Bruxelles Depuis les années 80, son œuvre se caractérise par une abstraction expérimentale dont il renouvelle les codes. 
Il est représenté dans plusieurs galeries en Belgique et à l’international. On le retrouve notamment à la galerie Baronian (Bruxelles), à la galerie Xippas (Paris et Génève) ou encore chez Ceysson & Bénétière (Luxembourg, Saint Etienne).

## Biographie
Peintre autodidacte, son apprentissage passe par les ateliers d’artistes et les expositions internationales. Très vite, il décide de se consacrer à la peinture abstraite et à ses questions pour y chercher de nouveaux espaces d’expression.

Son œuvre appartient à une génération de peintres européens et américains qui se sont émancipés dès les années 70 de la contrainte moderniste et des inventions radicales qui s’y rattachent. En s’éloignant de l’expressionnisme abstrait et de l’abstraction lyrique, sa peinture s’inscrit dans une abstraction d’expérimentation, associant le processus à l’expression ; le motif et le geste ; le concept et la forme. Günther Förg, Bernard Frize ou Christian Bonnefoi en Europe, Terry Winters, David Reed, Jonathan Lasker ou Philip Taaffe aux Etats-Unis comptent parmi cette même génération. Progressivement Yves Zurstrassen développe un style personnel basé sur des processus méthodiques et des recherches picturales incessantes.
Il revendique « la continuation de l’aventure moderne, mais sur des bases nouvelles qui enrichissent et complexifient la nature et la culture de l’abstraction. (…) »

Olivier Kaeppelin

## Œuvres dans l'espace public
On retrouve plusieurs œuvres de Yves Zurstrassen dans l’espace public.
En 2009, il achève une fresque de 95 mètres de long sur 4 mètres de haut pour la Gare de l’Ouest, à la demande de la Société des Transports Intracommunautaires de Bruxelles (STIB). Ces intégrations artistiques révèlent le 168 Avenue de Tervuren (2015, Bruxelles). En 2019, il conçoit également une fresque pour le plafond de la Maison de la Culture de la Province de Namur (MCNA, Le Delta). A l’occasion de l’inauguration du Chai des Davids, il crée une nouvelle fresque dans le sud de la France (2020, Viens). En 2024, Yves Zurstrassen inaugure Fragment Rouge 2, mosaïque installée dans l'espace publique de la galerie Ceysson & Bénétière de Saint-Etienne (Bistrot de la galerie, Saint-Etienne, France).
Un autre projet est en cours et ornera le hall d'un immeuble à Cavell (Bruxelles) de deux fresques bleues.

## Expositions

### Personnelles (partiel)
2025, Solo at Xippas, Genève (CH) (upcoming)
         Solo at Annely Juda Fine Art, Londres (UK) (upcoming)
2024, Free time, Centre d’art contemporain la Halle des bouchers, Vienne (FR)
         Blooming, Ceysson & Bénétière, Saint-Etienne (FR)
2023, Jouer la peinture, Musée Picasso, Antibes (FR)
2022,Ten Years, Ceysson & Bénétière, Wandhaff (LU)
2021, 4 Colors, Galerie Baronian Xippas, Bruxelles (BE)
         RED, BLUE AND YELLOW, Galerie Xippas, Genève (CH)
2020, Suite en bleu, Galerie Triangle Bleu, Stavelot (BE)
         Chai des Davids, Viens (FR)
2019, Free, BOZAR, Bruxelles (BE)
         Free Energy, Museo de Santa Cruz, Tolède (SP)
2018, Something Else, Galerie Xippas, Paris (FR)
2017, Yves Zurstrassen, Galerie Xippas Genève, (CH)
         Summertime, Galerie Valérie Bach, Bruxelles (BE)
2014, Pattern Paintings, Galerie Valérie Bach Bruxelles (BE)
         Texture de la Mémoire, Le Salon d'Art, Bruxelles (BE)
2012, Free, Galerie Triangle Bleu, Stavelot (BE)
         Beginnings, Galerie Eric Linard, La Garde Adhémar (FR)
2011, Vu et Entrevu, Le Salon d’Art, Bruxelles (BE)
         Fondation Antonio Perez, San Clemente, Espagne (SP)
         Carreras Mugica, Bilbao (SP)
         Obra Reciente, Guillermo de Osma Galeria, Madrid (SP)
         Musée Fondation Antonio Pérez, Cuenca (SP)
         Museo de Obra Grafica, San Clemente, Cuenca (SP)
2009, Grid Paintings,  IKOB – Musée d'Art Contemporain, Eupen (BE)
         A Beautiful Day, Station de métro Gare de l’Ouest, Bruxelles (BE)
2008, Aboa Vetus & Art Nova Museum, Turku (FI)
2007, Landau Contemporary, Galerie Dominion, Montréal (CA)
2006, Mamac, Musée d'art moderne et d'art contemporain de Liège,
         Le Salon d’Art, Bruxelles (BE)
2004, The Ikob Collection, Museum für Zeitgenössische Kunst, Eupen (BE)
2001, Galerie Xippas, Paris (FR)
2000, Iselp, Institut supérieur pour l’Etude du Langage plastique, Bruxelles (BE)
1999, Galerie Triangle Bleu, Stavelot (BE)
1998, Galerie André Simoens, Knokke-Le Zoute (BE)
1996, Galerie Vedovi, Bruxelles (BE)
1994, Galerie Bernard Cats, Bruxelles (BE)
        Galerie Triangle Bleu, Stavelot (BE)
1993, Magnus Fine Arts, Gand (BE)
         Fremmed Tiltraekning, Holstebro Museum, Holstebro (DK)
1991, Galerie Bernard Cats, Bruxelles (BE)
1990, Magnus Fine Arts, Gand (BE)
1989, Galerie Rodolphe Janssen, Bruxelles (BE)
         Galerie d’Art actuel, Liège (BE)
1986, Galerie Le Sacre du Printemps, Bruxelles (BE)
1984, Frans Wachters, Faculty Club – KULeuven, Louvain (BE)
1982, Galerie Charles Kriwin, Bruxelles (BE),

### Collectives (partiel)
2024, Patterns, Luhring Augustine Gallery, New York (US)
Shifts and Phases, Xippas, Geneva (SW)
2023, QUINQUAGESIMUM, Fondation CAB, Brussels (BE)
SAISON D’ART 2023, Domaine de Chaumont-sur-Loire (FR)
2022, The Shop Show, Baronian, Brussels, Knokke (BE)
2021, The Shop Show, Baronian Xippas, Brussels (BE)
2019, Baronian Xippas, Dialogues #1, Galerie Xippas, Paris (FR)
2017, Summer in the City, La patinoire royale, Brussels (BE)
2016, Hartung et les peintres lyriques, Fonds Hélène et Edouard Leclerc pour la Culture Landerneau (FR)
2015, Works on paper, Valérie Bach, Bruxelles (BE)
2014, Basic Research / Notes on the Collection, Museum Kurhaus, Kleve (DE)
2012, Approche aux Constellations, Atelier 340 Muzeum Bruxelles (BE)/BWA Katowice (PL)
2011, Exposition de la collection de quelques amis artistes, Atelier 340 Muzeum, Bruxelles (BE)
         Approche aux Constellations, Atelier 340 Muzeum Bruxelles (BE)
         The Vicinity of Constellations, BWA, Katowice (PL)
2010, Cobra & Co, Musée National des Beaux-Arts Riga (LVA)
2008, The Ikob Collection, MOYA – Museum of Young Art, Vienne (AT)
         Le BAM se dévoile, Musée des Beaux-Arts, Mons (BE)
         The Ikob Collection, Museum van Bommel van Dam, Venlo (NL)
2007, Ikob Sammlung – Collection, BOZAR, Bruxelles (BE)
         La Communauté française de Belgique invite l’Ikob, Art Brussels, Bruxelles (BE)
2006, 40 jaar werking, C. C. Sint Amandsberg, Gand (BE)
        Abstractions construites en Communauté française de Belgique de 1980 à nos jours, Parlement de la Communauté française,
Bruxelles (BE)
2003, Sammlung des Ikob, Ikob – Museum für Zeitgenössische Kunst, Eupen (BE)
         Abstraction, un siècle d’art abstrait en wallonie et à Bruxelles, Le Botanique, Bruxelles (BE)
2002, Abstraction, un siècle d’art abstrait en Belgique francophone, Musée national, Bucarest (RO)
        Abstraction, un siècle d’art abstrait en Belgique francophone, Estonian National Art Museum, Tallin (EN)
2001, La peinture au pays de Liège, Musée d’Art wallon, Liège (BE)
1999, Quand soufflent les vents du Sud, Musée Saint-Georges, Liège (BE)
1997, Art et Science, Musée d’Ixelles, Bruxelles (BE)
1995, Rencontres – un sculpteur, sept peintres, Galerie BBL, Liège (BE)
1994, Musée des Beaux-Arts, Verviers (BE)
1993, Galerie Der Spiegel, Cologne (DE)
         L’Art pour la vie, Musée d’art moderne, Bruxelles (BE)
         Musée d'art moderne André-Malraux, Le Havre
        Fremmed Tiltraekning, Holstebro Museum, Holstebro (DK)
1992, Facetten van hedendaags abstract expressionisme, Campo Santo, Sint Amandsberg (BE)
1991, Provocateurs étranges, Musée des beaux-Arts André Malraux, Le Havre (FR)
1987, Galerie d’Art actuel, Liège (BE)
         Confrontation 87 Confrontatie, Hôtel de ville, Bruxelles (BE)
         Boulev’art 87, Nîmes (FR)
1983, Fremmed Tiltraekning, Holstebro Museum, Holstebro (DK)